# غيرترود بريان
غيرترود بريان (بالإنجليزية: Gertrude Bryan)‏ هي مغنية وممثلة أمريكية، ولدت في 22 يوليو 1888 في شيكاغو في الولايات المتحدة، وتوفيت في 24 مايو 1976 في أوسينينغ في الولايات المتحدة.

## وصلات خارجية
- غيرترود بريان على موقع قاعدة بيانات برودواي على الإنترنت (الإنجليزية)